# Elitserien i handboll för herrar 1997/1998
Elitserien i handboll för herrar 1997/1998 blev Redbergslids IK segrare. Efter vinst mot HK Drott med sammanlagt 3-1 i matcher. Totalt deltog 12 lag under höstsäsongen varav fyra lag flyttades ner till Allsvenskan under vårsäsongen.

## Deltagande lag
- HK Drott
- IF Guif
- IFK Kristianstad
- GF Kroppskultur
- HF Linköpings Lejon
- Lugi HF
- Polisen/Söder
- Redbergslids IK
- IFK Skövde
- IK Sävehof
- HP Warta
- IFK Ystad HK

## Tabeller

### Hösttabellen
Not: Lag 1-8 spelar i elitserien även under våren. Lag 9-12 spelar under våren i allsvenskan.
| Nr | Lag                  | S  | V  | O | F  | GM  | IM  | MS   | P  |
| -- | -------------------- | -- | -- | - | -- | --- | --- | ---- | -- |
| 1  | Redbergslids IK (RM) | 16 | 16 | 0 | 0  | 518 | 375 | +143 | 32 |
| 2  | Lugi HF              | 16 | 12 | 0 | 4  | 488 | 424 | +64  | 24 |
| 3  | IF Guif              | 16 | 11 | 1 | 4  | 497 | 424 | +73  | 23 |
| 4  | IFK Skövde           | 16 | 10 | 1 | 5  | 421 | 394 | +27  | 21 |
| 5  | HK Drott             | 16 | 9  | 2 | 5  | 463 | 420 | +43  | 20 |
| 6  | IK Sävehof           | 16 | 7  | 1 | 8  | 429 | 424 | +5   | 15 |
| 7  | IFK Ystad (U)        | 16 | 6  | 2 | 8  | 444 | 447 | −3   | 14 |
| 8  | HP Warta (U)         | 16 | 7  | 0 | 9  | 424 | 425 | −1   | 14 |
| 9  | Polisen/Söder        | 16 | 6  | 0 | 10 | 424 | 439 | −15  | 12 |
| 10 | GF Kroppskultur      | 16 | 4  | 3 | 9  | 402 | 409 | −7   | 11 |
| 11 | IFK Kristianstad     | 16 | 2  | 1 | 13 | 405 | 520 | −115 | 5  |
| 12 | Linköpings Lejon     | 16 | 0  | 1 | 15 | 305 | 512 | −207 | 1  |

### Vårtabellen
Not: Poängen från höstserien följer med till vårserien. Lag 1-2 till semifinal och lag 3-6 till kvartsfinal. Lag 7-8 har spelat färdig för säsongen och är klara för elitserien 1998/1999.
| Nr | Lag             | S  | V  | O | F  | GM  | IM  | MS   | P  |
| -- | --------------- | -- | -- | - | -- | --- | --- | ---- | -- |
| 1  | Redbergslids IK | 30 | 29 | 0 | 1  | 939 | 688 | +251 | 58 |
| 2  | Lugi HF         | 30 | 18 | 2 | 10 | 852 | 825 | +27  | 38 |
| 3  | HK Drott        | 30 | 16 | 4 | 10 | 844 | 792 | +52  | 36 |
| 4  | IFK Skövde      | 30 | 16 | 2 | 12 | 780 | 761 | +19  | 34 |
| 5  | IF Guif         | 30 | 15 | 3 | 12 | 863 | 820 | +43  | 33 |
| 6  | HP Warta        | 30 | 15 | 0 | 15 | 804 | 756 | +48  | 30 |
| 7  | IK Sävehof      | 30 | 11 | 3 | 16 | 787 | 806 | −19  | 25 |
| 8  | IFK Ystad       | 30 | 9  | 3 | 18 | 808 | 888 | −80  | 21 |

## SM-slutspel

### Kvartsfinaler
Kvartsfinalerna spelades i bäst av tre matcher.
- HK Drott-HP Warta 21-17
- HP Warta-HK Drott 25-24
- HK Drott-HP Warta 26-17

- IFK Skövde-Guif 26-27
- Guif-IFK Skövde 33-34
- IFK Skövde-Guif 40-24

### Semifinaler
Semifinalerna spelades i bäst av tre matcher där ettan och tvåan i seriespelet, Redbergslid och Lugi HF mötte segrarna från kvartsfinalspelet, IFK Skövde och HK Drott.
- Redbergslids IK-IFK Skövde 29-14
- IFK Skövde-Redbergslids IK 26-30

- Lugi-HK Drott 25-31
- HK Drott-Lugi 33-27

### SM-finaler
SM-finalerna spelades i bäst av fem matcher där segrarna från semifinalspelet Redbergslids IK och HK Drott möttes.
- Redbergslids IK-HK Drott 33-19
- HK Drott-Redbergslids IK 25-22
- Redbergslids IK-HK Drott 29-17
- HK Drott-Redbergslids IK 24-25

## Svenska mästare
Redbergslids IK blev 1998 svenska mästare för 17:e gången.

## Skytteligan
|   | Spelare        | Lag             | Antal mål |
| - | -------------- | --------------- | --------- |
| 1 | Erik Hajas     | IF Guif         | 266       |
| 2 | Tomas Axnér    | Lugi HF         | 228       |
| 3 | Tony Hedin     | IFK Ystad       | 216       |
| 4 | Martin Boquist | HP Warta        | 204       |
| 5 | Stefan Lövgren | Redbergslids IK | 199       |

- Källa: [2]